# Kościół Świętych Apostołów Piotra i Pawła w Skokach
Kościół Świętych Apostołów Piotra i Pawła – rzymskokatolicki poewangelicki kościół filialny należący do parafii św. Mikołaja Biskupa w Skokach (dekanat gośliński archidiecezji gnieźnieńskiej). 
Kamień węgielny pod obecną świątynię został położony w dniu 17 czerwca 1855 roku. Świątynia została poświęcona w dniu 14 grudnia 1856 roku. Całkowity koszt budowy wyniósł około 30500 marek. Pieniądze zgromadzone zostały dzięki zbiórce datków przekazanych przez Stowarzyszenie Gustawa Adolfa, naczelnego prezydenta Eugena von Puttkamera i króla Fryderyka Wilhelma IV Pruskiego.
Po II wojnie światowej od 1946 roku ze względu na prace remontowe kościoła św. Mikołaja Biskupa w Skokach, odprawiane były w kościele Msze święte i nabożeństwa, odbywały się również lekcje religii oraz nauki przygotowujące dzieci do przyjęcia I Komunii świętej. W 1972 roku została zniszczona wieża świątyni, natomiast w budowli został urządzony magazyn m.in. zboża i obuwia. Na przełomie lat siedemdziesiątych i osiemdziesiątych XX wieku, po uprzednim gruntownym remoncie, świątynia zaczęła ponownie pełnić swoje funkcje sakralne. Wówczas, w 1978 roku, została wykonana również nowa metalowa konstrukcja zamiast wieży.